# Orlando Miracle
Die Orlando Miracle waren ein US-amerikanisches Basketballfranchise der Women’s National Basketball Association aus Orlando im Bundesstaat Florida.

## Geschichte
Die Miracle wurden 1998 gegründet und nahmen zum Beginn der Saison 1999 den Spielbetrieb auf. Die Teamfarben waren Blau, Weiß und Grau. Das Team startete gut und verpasste in der ersten Saison nur um einen Sieg die Playoffs. In der weiteren Zeit in Orlando qualifizierte sich das Team aber nur einmal für die Playoffs und der Gewinn einer WNBA-Meisterschaft blieb aus.
Nach der Saison 2002 gab die WNBA ihre Eigentumsrechte an allen WNBA-Franchises ab, dabei bot die Liga die Rechte an den Franchises zunächst allen lokalen NBA-Mannschaften an. Nachdem die Eigentümer der Orlando Magic nicht bereit waren die Orlando Miracle zu übernehmen, wurde das Franchise am 21. Oktober 2002 von der WNBA zum Verkauf freigegeben. Am 28. Januar wurde bekannt gegeben, dass das Franchise nach Connecticut umgesiedelt und der Teamname auf Sun geändert wird.
Die Miracle trugen ihre Heimspiele im TD Waterhouse Centre aus.
Weitere Geschichte bei: Connecticut Sun

## Erfolge und Ehrungen

### Sportliche Erfolge
Die Miracle konnten in den vier Saisons des Bestehens nur einmal die Playoffs erreichen und scheiterte dort in der ersten Playoff-Runde.

### Individuelle Auszeichnungen
Die Orlando Miracle sind das einzige WNBA-Team, das keine individuelle Auszeichnungen erringen konnte. Dies gelang dem Team erst nach dem Umzug nach Connecticut.

### Saison für Saison
Abkürzungen: Sp. = Spiele, S = Siege, N = Niederlagen
| Saison                     | Sp.             | S               | N               | Siege in %      | Platz                  | Playoffs                                                                                                  |
| Orlando Miracle            | Orlando Miracle | Orlando Miracle | Orlando Miracle | Orlando Miracle | Orlando Miracle        | Orlando Miracle                                                                                           |
| -------------------------- | --------------- | --------------- | --------------- | --------------- | ---------------------- | --- |
| 1999                       | 32              | 15              | 17              | 46,9            | 4., Eastern Conference | nicht qualifiziert                                                                                        |
| 2000                       | 32              | 16              | 16              | 50,0            | 3., Eastern Conference | Niederlage in den Conference Semifinals, 1:2 (Cleveland Rockers)                                          |
| 2001                       | 32              | 13              | 19              | 40,6            | 5., Eastern Conference | nicht qualifiziert                                                                                        |
| 2002                       | 32              | 16              | 16              | 50,0            | 5., Eastern Conference | nicht qualifiziert                                                                                        |
| Gesamt                     | 128             | 60              | 68              | 46,8            |                        | 1 Playoff-Teilnahme in 4 Saisons 1 Serien: 0 Siege, 1 Niederlage 3 Spiele: 1 Sieg, 2 Niederlagen (33,3 %) |
| weiter bei Connecticut Sun |                 |                 |                 |                 |                        | |

## Spielerinnen

### Erstrunden-Wahlrechte beim WNBA Draft
| Name              | Jahr | Draft-Position |
| ----------------- | ---- | -------------- |
| Tari Phillips     | 1999 | 8.             |
| Cintia dos Santos | 2000 | 4.             |
| Katie Douglas     | 2001 | 10.            |

In den vier Jahren des Bestehens hatte der Klub nur drei Draftrechte in der ersten Runde des WNBA Drafts. Das Franchise hatte mit Ausnahme der Saison 2002 jeweils einen Draft-Pick in der ersten Runde.
Den höchsten Draft-Pick hatten die Miracle vor der Saison 2000 wo als vierte Spielerin Cintia dos Santos von dem Team aus Orlando ausgewählt wurde. Trotz ihrer Erfolge mit der brasilianischen Nationalmannschaft konnte sie in der WNBA keine größeren Erfolge erzielen.